# إدوارد ويلسون
إدوارد ويلسون (بالإنجليزية: Edward Adrian Wilson)‏ (و. 1872 – 1912 م) هو مستكشف، وعالم طيور، ورسام، وعالم، من المملكة المتحدة، ولد في شلتنهام، شارك في بعثة الاستكشاف البريطانية، وبعثة تيرا نوفا، توفي في حاجز روس، عن عمر يناهز 40 عاماً.

## التعليم
تعلم في Cheltenham College ‏.

## جوائز
حصل على جوائز منها:
- الميدالية الذهبية (1913).

## روابط خارجية
- إدوارد ويلسون على موقع IMDb (الإنجليزية)
- إدوارد ويلسون على موقع الموسوعة البريطانية (الإنجليزية)